# 24. travnja
24. travnja (24. 4.) 114. je dan godine po gregorijanskom kalendaru (115. u prijestupnoj godini).
Do kraja godine ima još 251 dan.

## Događaji
- 1184. pr. Kr. – Okončanje opsade Troje grčkom obmanom trojanskim konjem.
- 1846. – Američko-meksički rat
- 1877. – Započeo Rusko-turski rat.
- 1913. – Svečanost otvorenja Woolworth Buildinga održana je u New Yorku.
- 1916. – Uskrsni ustanak: Irsko republikansko bratstvo započelo je pobunu u Irskoj.
- 1955. – Završni akt Konferencije u Bandungu, u Indoneziji.
- 1967. – Svemirska letjelica Sojuz 1 pala je u Sibiru, ubivši kozmonauta Vladimira Komarova.
- 1972. – Potres na Tajvanu pogodio područje općine Ruisui, ubivši petero ljudi.[1]
- 1980. – Osmorica američkih vojnika poginula u Operaciji Orlova kandža, neuspjelom pokušaju spašavanja taoci u iranskoj talačkoj krizi.

| - 1620. – John Graunt, engleski trgovac, statističar, demograf i epidemolog († 1674.) - 1686. – Juraj Damšić, hrvatski pisac iz Gradišća († 1755.) - 1823. – Ivan Filipović, hrvatski pedagog i književnik († 1895.) - 1834. – Juraj Posilović, zagrebački nadbiskup († 1914.) - 1845. – Carl Spitteler, švicarski književnik († 1924.) - 1856. – Henri Philippe Pétain, francuski general i političar i predsjednik Višijske Francuske († 1951.) - 1891. – Ladislav Kralj Međimurec, hrvatski slikar († 1976.) - 1897. – Wilhelm Reich, austrijski psihijatar († 1967.) - 1921. – Sergej Forenbacher, hrvatski veterinar, akademik († 2010.) - 1930. – Richard Donner, američki filmski redatelj († 2021.) - 1934. – Shirley MacLaine, američka glumica i književnica - 1942. – Barbra Streisand, američka pjevačica, glumica, producentica, režiserka i književnica - 1952. – Jean-Paul Gaultier, francuski modni kreator - 1962. – Jasna Turkalj, hrvatska povjesničarka - 1962. – Stuart Pearce, engleski nogometaš i trener - 1966. – Alessandro Costacurta, talijanski nogometaš - 1967. – Dino Rađa, hrvatski košarkaš - 1968. – Hashim Thaci, kosovski političar - 1972. – Jure Košir, slovenski alpski skijaš - 1973. – Sachin Tendulkar, indijski igrač kriketa - 1982. – Kelly Clarkson, američka pjevačica - 1996. – Ashleigh Barty, australska tenisačica | - 1731. – Daniel Defoe, engleski književnik i novinar (* 1660.) - 1773. – Arsenije Glić, hrvatski hagiograf i pisac (* 1724.) - 1884. – Marie Taglioni, švedska balerina (* 1804.) - 1900. – Mihovilj Naković, hrvatski pisac i učitelj iz Gradišća (* 1840.) - 1908. – Baltazar Bogišić, hrvatski znanstvenik, pravni i povijesni pisac (* 1834.) - 1957. – Elisabeth Hesselblad, švedska redovnica (* 1870.) - 1960. – Max von Laue, njemački fizičar i nobelovac (* 1879.) - 1964. – Gerhard Domagk, njemački liječnik i nobelovac (* 1895.) - 1980. – Alejo Carpentier, kubansko-francuski književnik (* 1904.) - 1982. – Ville Ritola, finski atletičar (* 1896.) - 1983. – Rolf Stommelen, njemački vozač automobilističkih utrka (* 1943.) - 1986. – Antun Bonifačić, hrvatski emigrantski novinar i političar (* 1901.) - 1975. – Vanja Radauš, hrvatski kipar (* 1906.) - 1982. – Ville Ritola, finski atletičar (* 1896.) - 1983. – Nejc Zaplotnik, slovenski alpinist (* 1952.) - 1989. – Dinko Štambak, hrvatski književnik (* 1912.) - 2011. – Sathya Sai Baba, indijski guru (* 1926.) - 2012. – Božidar Peter, hrvatski rukometaš i trener (* 1938.) |

## Blagdani i spomendani
- Dan sjećanja na genocid nad Armencima u Armeniji
- Dan grada Križevaca